# 부곡중앙중학교
부곡중앙중학교(富谷中央中學校)는 대한민국 경기도 군포시 부곡동에 있는 공립 중학교이다.

## 학교 연혁
- 2010년 1월 13일 : 부곡중앙중학교 설립 인가
- 2010년 3월 1일 : 부곡중앙중학교 개교, 초대 이용하 교장 취임
- 2010년 3월 2일 : 제1회 신입생 입학. 1학년(1학급 11명), 2학년(1학급 11명), 3학년(1학급 4명)
- 2011년 2월 16일 : 제1회 졸업식(23명)
- 2019년 3월 1일 : 제3대 한연수 교장 취임
- 2021년 3월 1일 : 학급증설(22학급)
- 2024년 1월 4일 : 제14회 졸업식(졸업생수 222명, 누계 1,579명)
- 2024년 3월 4일 : 제15회 입학식(218명 8학급)

## 참고 자료
- 부곡중앙중학교 - 한국교육학술정보원 학교알리미